# MCNLive
MCNLive – dystrybucja Linuksa uruchamiana z płyty CD lub pamięci USB.
Bazuje na Mandriva Linux. Jest zaprojektowana w wersji LiveCD dla komputerów typu desktop i laptopów. System zawiera wszystkie potrzebne do prawidłowej pracy programy: aplikacje internetowe, oprogramowanie biurowe, narzędzia sieciowe, oprogramowanie multimedialne. Tak jak każda inna dystrybucja Linuksa, MCNLive automatycznie wykrywa sprzęt, dzięki czemu nie jest konieczna ręczna konfiguracja każdego urządzenia. 